# Mosella (regione vinicola)

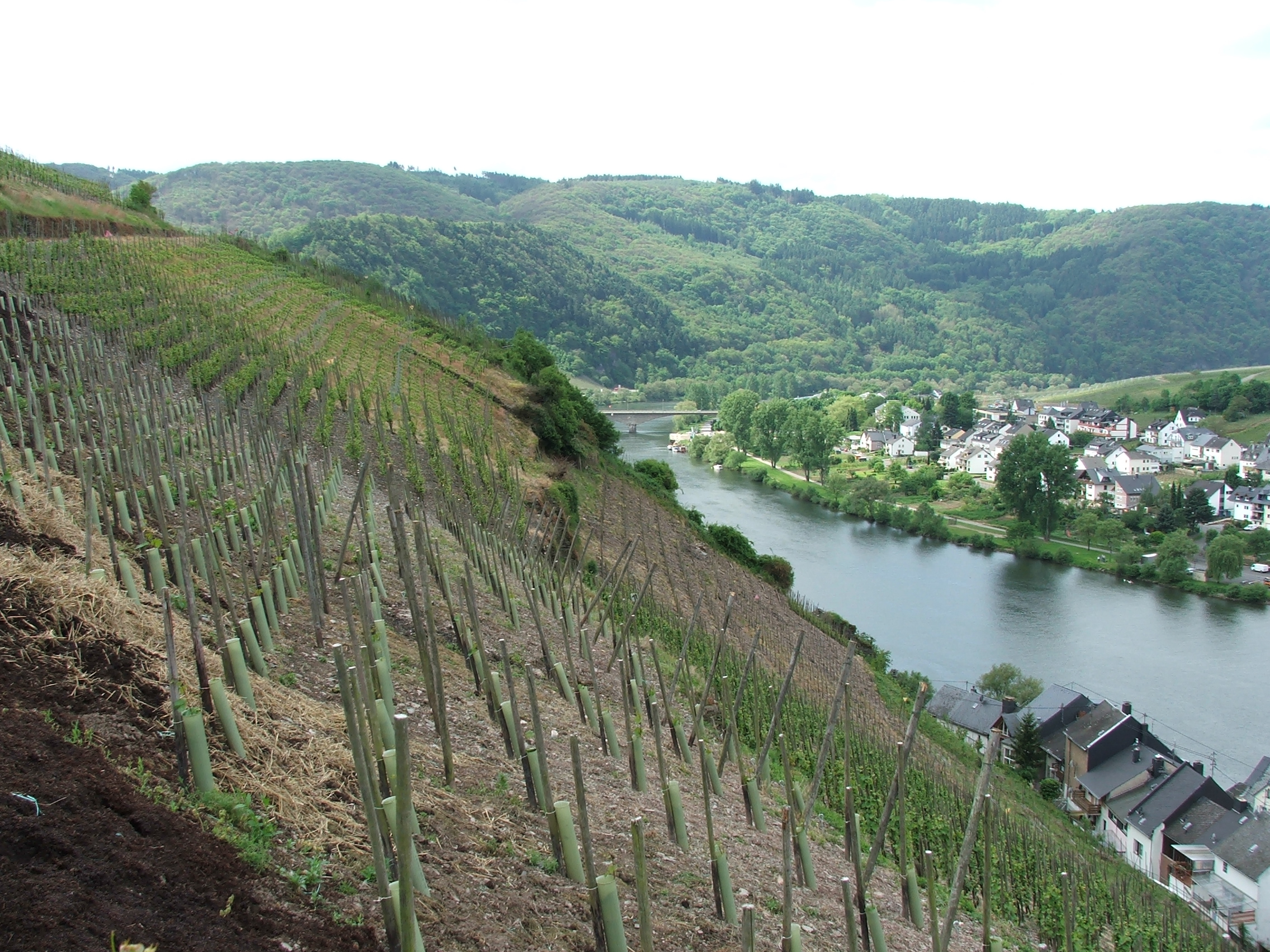
Un vigneto ripido che si affaccia sul fiume Mosella

Mosel (AFI: [ˈmoːzl̩]), in italiano Mosella, è una delle 13 regioni vinicole tedesche (Weinbaugebiete) con una vocazione per la produzione di vini di qualità (Qualitätswein,  in precedenza QbA e Prädikatswein), e prende il nome dal fiume Mosella (in francese: Moselle. in lussemburghese: Musel). In precedenza, la regione era denominata Mosel-Saar-Ruwer, ma dal 1º agosto 2007 il nome è stato cambiato con uno più commerciale. La Mosella è la terza regione vinicola della Germania in termini di produzione, ma, secondo molti, è la prima dal punto di vista del prestigio internazionale. La regione si estende lungo le valli dei fiumi Mosella, Saar e Ruwer, dai pressi della foce della Mosella a Coblenza e a monte nei dintorni di Treviri. nello stato federale della Renania-Palatinato. La zona è nota per i vigneti situati su ripidi pendii che si affacciano sul fiume. Con i suoi 65° gradi di inclinazione, il vigneto più scosceso registrato nel mondo è quello di Calmont, situato sulla Mosella e appartenente alla località di Bremm, (e per questo è chiamato Bremmer Calmont). La Mosella è famosa soprattutto per i vini ottenuti dalla varietà d'uva Riesling, ma vengono anche coltivate uve Elbling o Müller-Thurgau, che contribuiscono anch'esse alla produzione. Negli ultimi due decenni, la produzione di vino rosso, in particolare dello Spätburgunder (Pinot nero), è aumentata nella Mosella e in tutti i vigneti tedeschi e ha suscitato sempre più interesse nella comunità vinicola internazionale.  A causa della posizione settentrionale della Mosella, i vini Riesling sono spesso leggeri, tendenti a un minore grado alcolico, frizzanti e ad alta acidità, e spesso esibiscono aromi "fioriti" piuttosto che, o in aggiunta, ad aromi "fruttati". Il terreno viticolo più diffuso deriva soprattutto da depositi di ardesia di varia natura, che tendono a conferire ai vini un aspetto trasparente, minerale, che spesso esibisce un sapore molto intenso. Nell'era del cambiamento climatico, è stato fatto molto lavoro per migliorare e ottenere l'approvazione della Riesling completamente secca ("Trocken") in questa regione, in modo che la maggior parte dei produttori famosi di tali vini incontrassero gradimento sui mercati internazionali, in particolare in Europa.

## Storia

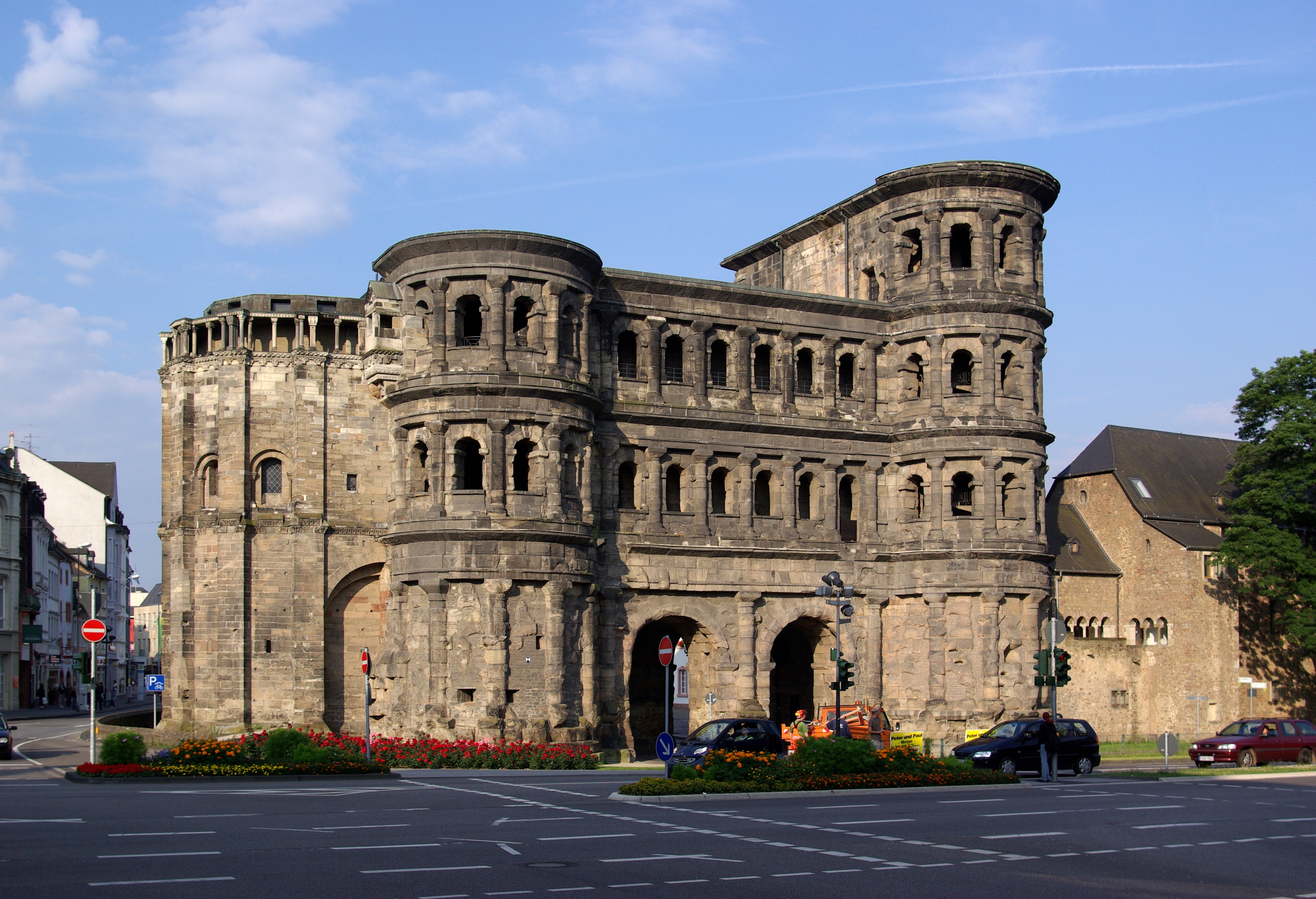
La Porta Nigra romana era una delle quattro porte della città intorno a Treviri.

Si ritiene che la viticoltura sia stata introdotta in questa zona dai romani che piantarono vigneti lungo il fiume Mosella e il Reno per avere una fonte locale di vino per le loro guarnigioni. Il trasporto del vino dalla penisola italiana o attraverso i monti Vosgi e i vigneti romani in Gallia era molto costoso e poco pratico. I romani pensarono di creare un canale tra la Saona e il Reno prima di decidere di piantare viti nell'area. Treviri (fondata nel 16 a.C.) era un importante avamposto romano ed è probabile che i primi vigneti della Mosella furono piantati sulle colline circostanti nel II secolo. La viticoltura in quella zona era certamente fiorente nel IV secolo, quando il poeta romano Ausonio scrisse una poesia sulla bellezza del terreno al momento del raccolto.
Il vino della Mosella in epoca romana era descritto come leggero e "austero". Si diceva che fosse un vino più facilmente bevibile di quello proveniente da altre zone romane. Durante l'inverno il vino veniva riscaldato in un bollitore e bevuto come un tè (tradizione ancora praticata tra i moderni lavoratori di vigneti che lo bevono come il caffè, spesso con aggiunta di un po' di zucchero). Nelle annate più calde il vino era notevolmente più fruttato e dolce. Questo perché il calore permetteva all'uva di maturare meglio e sviluppare più zuccheri. Durante l'autunno il processo di fermentazione non è completato a causa della bassa temperatura di stagione, lasciando così il vino con alti livelli di zuccheri residui.

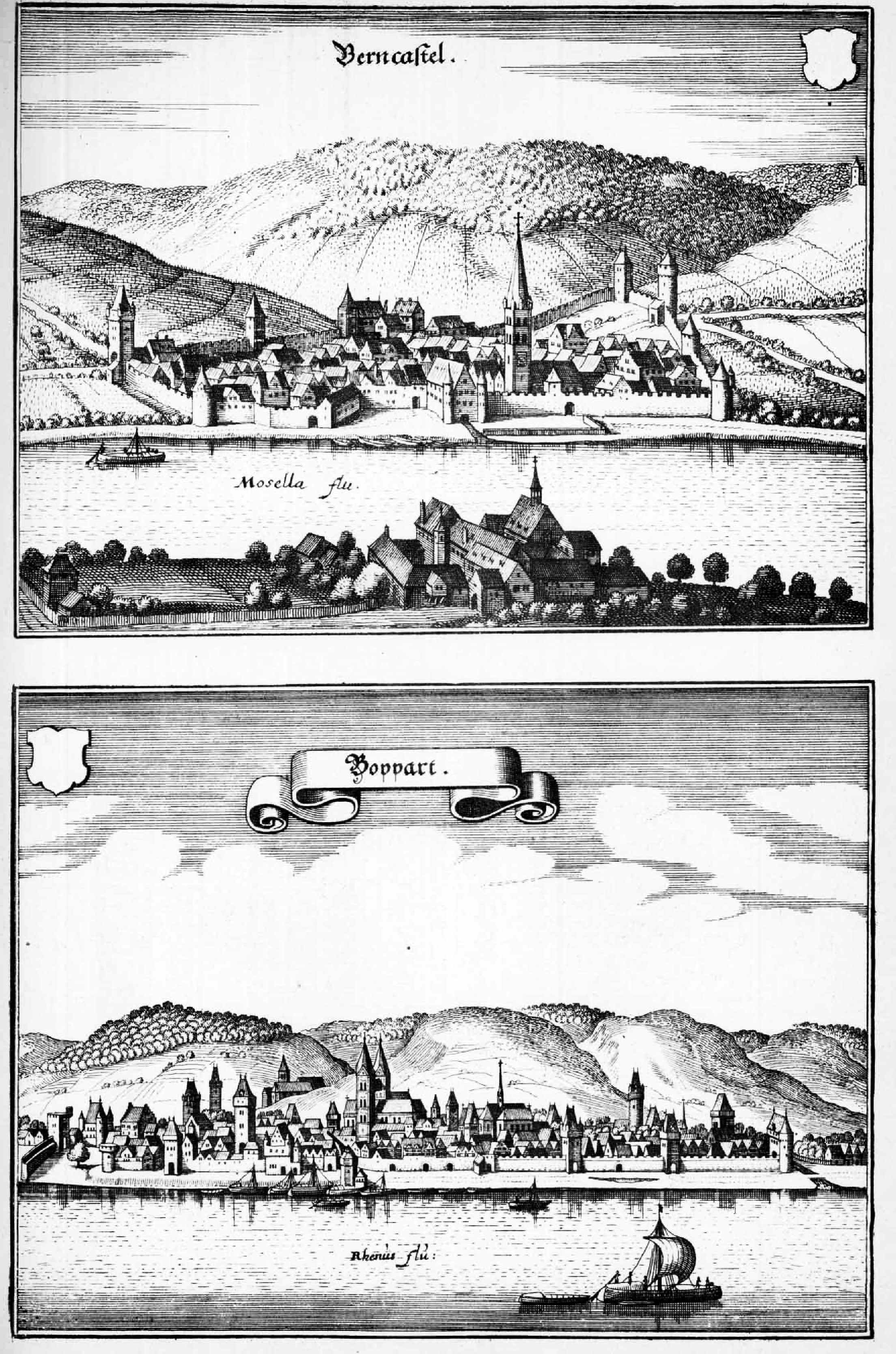
Il villaggio vinicolo Bernkastel nel 1646 (foto in alto)

Nel Medioevo vennero costruiti villaggi la cui attività era basata sull'industria vinicola della regione. Questi "villaggi del vino", noti come "Winzerdörfer", comprendevano sentieri dal centro del paese fino ai vigneti della zona. Al centro c'era una cantina comune dove tutti i viticoltori della zona potevano conservare i loro vini. Probabilmente il più noto tra i Winzerdörfer era il villaggio di Bernkastel a cui furono concessi i diritti di città nel 1291. Nel 1435, quando il conte Johann IV di Katzenelnbogen piantò Riesling (il vitigno con bacca bianca) nella vicina città di Rüsselsheim per la prima volta era in possesso di vigneti a Winningen come il Destil, a Burgen e metà della città di Kochem e molti più vigneti lungo la Mosella. Per creare terreni più adatti alla viticoltura, i proprietari di vigneti nel XVI secolo utilizzavano esplosivi per rompere gli speroni verticali di roccia lungo i fiumi.
Verso la fine del XVII secolo la Mosella iniziò ad essere sempre più associata al vino ottenuto dall'uva Riesling. L'Abbazia di San Massimino a Treviri possedeva 74 vigneti e nel 1695 contava più di 100.000 viti di Riesling. Oggi il vigneto di Maximin Grünhaus è considerato uno dei migliori vigneti di Riesling di tutta la Germania. Nel XVIII secolo, il principe elettore di Treviri, Clemente Venceslao di Sassonia, stabilì che per un periodo di sette anni ogni vite nella zona della Mosella doveva essere solamente Riesling. Con l'ascesa della casa di Hannover in Gran Bretagna le esportazioni di "vino della Mosella" in Inghilterra subirono un forte aumento. Tuttavia, dato l'elevato prezzo del vino, la sua diffusione restò principalmente nelle mani della corte reale e della nobiltà inglese e non sostituì quindi il claret nelle taverne del villaggio.
L'industria vinicola della Mosella nel XIX secolo, sotto il dominio della Prussia, conobbe un periodo di prosperità senza precedenti, a partire dalla storica vendemmia del 1819. Per il resto degli anni venti dell'Ottocento, ci fu una serie di condizioni meteorologiche eccezionali e una produzione di ottimi vini. Per promuovere il vino della regione, il governo prussiano abbassò le tariffe per l'importazione dei vini della Mosella in altre regioni del regno prussiano. Lo sviluppo dell'unione doganale dello Zollverein avvantaggiò ulteriormente la Mosella riducendo le dogane sui loro vini che viaggiavano in altre regioni della Confederazione tedesca. Una serie di annate in cattive condizioni atmosferiche tra la fine degli anni '30 e l'inizio degli anni '40 avrebbe poi smorzato l'aumentare della prosperità che era stata prevista per la produzione nella regione Mosella.
Intorno al 1850, i produttori di vino della Mosella scoprirono come lo zuccheraggio potesse aiutare a compensare le annate caratterizzate da maltempo e uva non ancora matura. Un altro boom significativo avvenne un paio di decenni dopo, quando il primo ministro britannico William Ewart Gladstone abbassò i dazi sul vino leggero, aprendo il mercato britannico ai vini della Mosella a basso costo. Questa più grande prosperità ebbe come conseguenza l'incoraggiare una produzione basata sulla quantità invece che sulla qualità. In molte aree, nelle quali non era consigliato coltivare Riesling, fu piantato il Müller-Thurgau, la cui coltura era molto più semplice, e altri incroci di Riesling. Nel XX secolo, l'interesse nordamericano per i vini dolci vide distinguersi vini come il Liebfraumilch e marchi come Blue Nun dominare il mercato tedesco del vino di importazione. Recentemente, la Mosella (così come l'intera industria di viticoltura in Germania) si è dedicata a ribaltare la reputazione guadagnata in questi anni e puntare sulla qualità dei vini secchi della zona.

## Clima e geografia

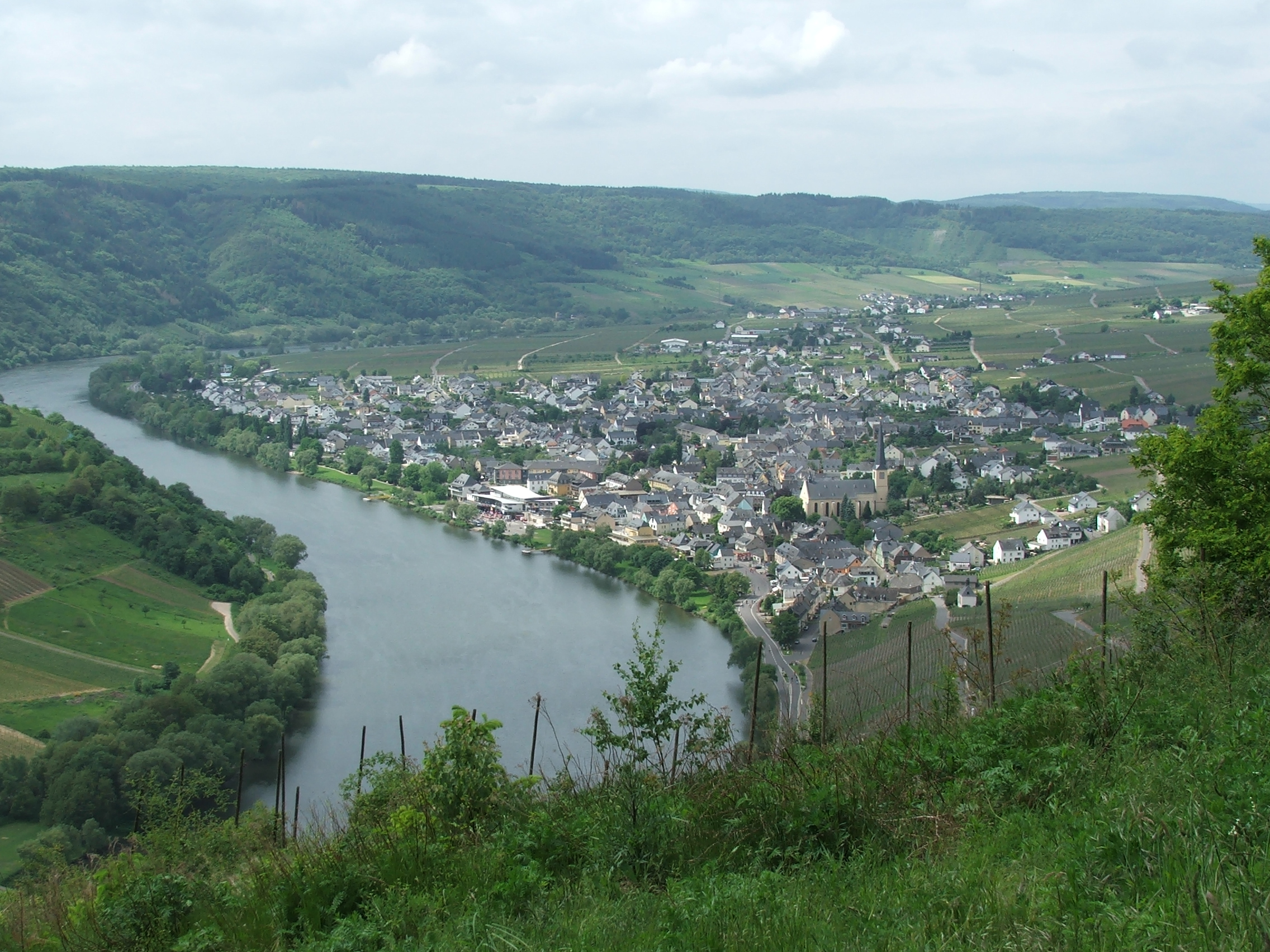
Il fiume Mosella vicino al villaggio di Kröv

La regione vinicola Mosella ha un clima nord-continentale caratterizzato da temperature fredde. I migliori siti di vigneti per la produzione si trovano lungo il fiume Mosella e il suo affluente, dove il calore per il riflesso nell'acqua del sole, è al massimo. I pendii esposti a sud e sud-ovest sono ancora più ricercati grazie alla loro maggiore esposizione alla luce solare diretta che può favorire la maturazione dell'uva. Il suolo dell'area è dominato da ardesia porosa che ha un drenaggio ideale per le regioni caratterizzate da forti piogge e buone proprietà di trattenimento del calore. Molti dei migliori vigneti non hanno affatto terriccio, solo ardesia spezzata. Durante i mesi estivi il clima è caldo, o meglio mite, con una temperatura media di luglio intorno a 64 °F (18 °C).
Il fiume Mosella domina la geografia della regione che è caratteristicamente divisa in tre sezioni principali. La Mosella superiore è la sezione più meridionale, la più vicina alle origini del fiume lungo il confine francese e lussemburghese. La regione comprende gli affluenti del fiume Saar e Ruwer ed è centrata sulla città di Treviri. La Mosella Centrale o Mittelmosel è la principale regione vinicola e comprende i villaggi di Bernkastel e Piesport. La Mosella centrale inizia nel villaggio di Zell e si estende da sud fino a nord del villaggio di Schweich. Si dice che il terreno a base di ardesia qui abbia uno dei più riconoscibili terroir con i vini, in particolare il Riesling, che mostrano note minerali d'ardesia. La Mosella inferiore comprende il territorio a sud della città di Coblenza fino al villaggio di Alf nei pressi di Zell. È la regione vinicola più settentrionale della Mosella e comprende l'area con la confluenza con il fiume Reno.

## Viticoltura

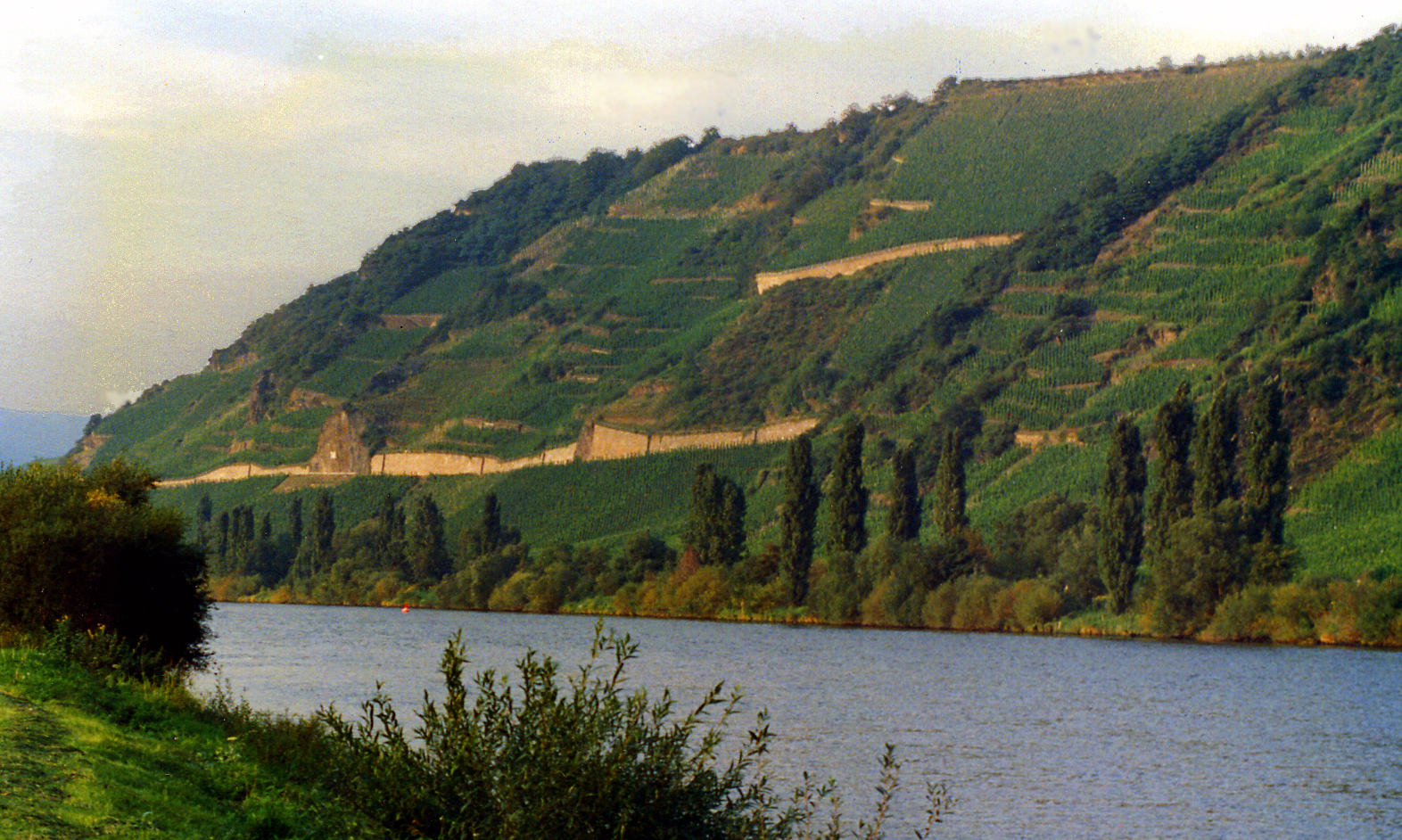
Vigneti terrazzati lungo la riva della Mosella a Trittenheim.

I ripidi pendii delle rive del fiume, sparsi nella regione Mosella, sono considerati alcuni dei vigneti a più alta intensità di manodopera al mondo. La raccolta meccanica è impraticabile e sono necessarie quasi sette volte più ore di lavoro manuale nella Mosella rispetto ai terreni più pianeggianti come il Médoc. Le viti vengono picchettate individualmente a terra senza fili di collegamento in modo che i lavoratori possano curare le piante che attraversano il vigneto orizzontalmente anziché verticalmente, poiché considerato molto più rischioso e faticoso. La sicurezza è una priorità per molti proprietari di vigneti della Mosella e l'area ha una storia documentata di vittime tra i lavoratori durante la coltura delle viti. Un vantaggio dei vigneti ripidi della Mosella è il fatto che la pendenza consenta alla luce solare di entrare in contatto con le viti in modo più diretto. Durante l'inverno, la pioggia provoca spesso alcune erosioni del suolo, in particolare dei trucioli di ardesia che sono necessari per le loro proprietà di trattenimento del calore. Molti vigneti raccoglieranno questi sedimenti erosi e li riporteranno su per la collina.

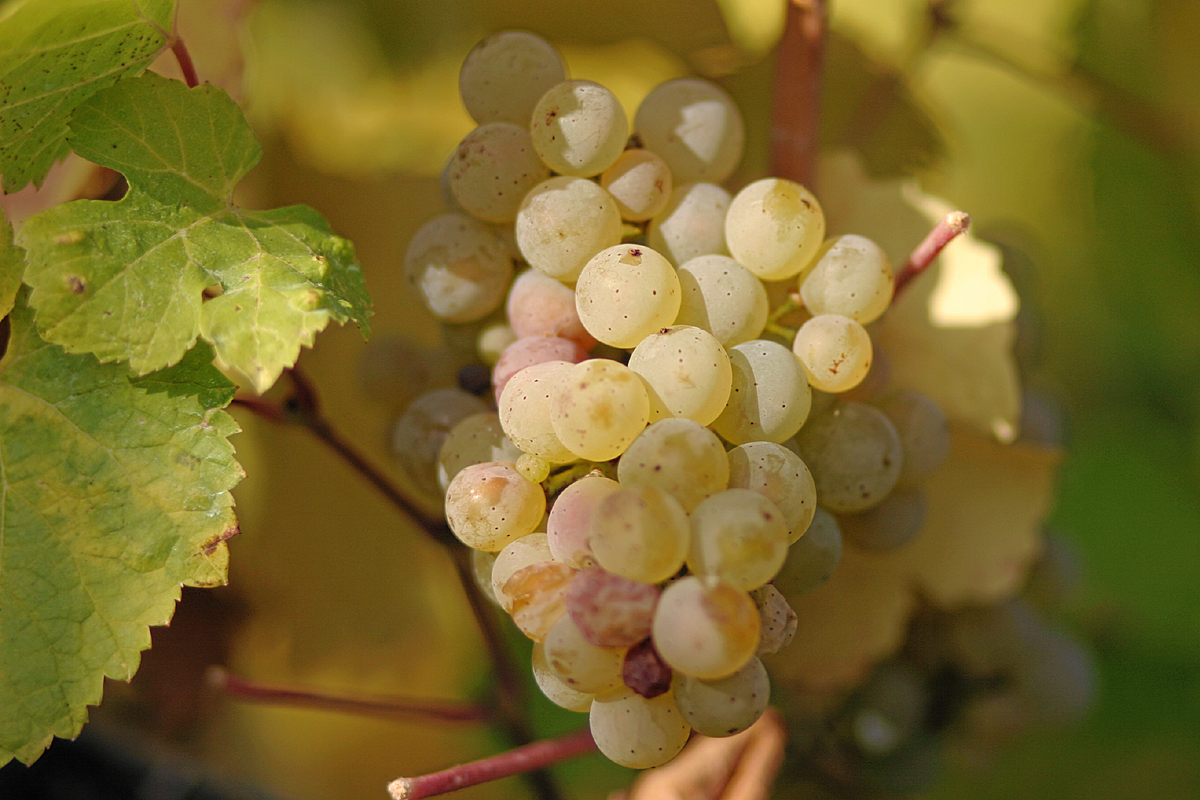
Uva Riesling.

L'uva Riesling, che nel 2008 copriva 59,7% della superficie coltivata, è considerata da molti l'uva da vino più prestigiosa e di altissima qualità della Mosella, ma non può essere piantata in ogni parte del vigneto a causa delle difficoltà che l'uva incontra nel maturare in un clima particolarmente fresco. La qualità del vino e la maturazione dell'uva Riesling dipendono da fattori quali l'altitudine, l'aspetto e l'esposizione alla luce solare. Una caratteristica positiva del vitigno Riesling è che, nonostante non raggiunga la perfetta maturazione, può comunque produrre un vino raffinato ed elegante che si distingue tra tante varietà d'uva.
L'uva Müller-Thurgau, al contrario dell'uva Riesling, è più facile da coltivare (14,7%) e, insieme ad altri incroci di Riesling come Kerner (4,6%), è stata piantata in grandi quantità nei siti non adatti al Riesling, destinati precedentemente ad altri scopi agricoli. Una conseguenza negativa di questi coltivazioni su larga scala è che il vino prodotto da questi siti è generalmente di qualità inferiore rispetto ai vini Riesling, il che a sua volta ha un effetto economico di ribasso sui prezzi di tutti i vini della Mosella. La svalutazione dei vini Riesling rispetto ad alcuni degli altri grandi vini del mondo provenienti da luoghi come Bordeaux, Borgogna e California è andata a favore dei consumatori ma sotto l'aspetto economico ha creato difficoltà provocate dai prezzi in ribasso che hanno avuto come conseguenza il fallimento di molte piccole aziende vinicole della Mosella.
Nel 2008, i vigneti della Mosella coprivano 9 034 ettari (22 320 acri), rendendola la quinta per grandezza tra le 13 regioni vinicole della Germania. La varietà a bacca bianca copre il 91% della superficie totale dei vigneti della regione. L'andamento in tutta la superficie dei vigneti recentemente è stato leggermente negativo per un tempo prolungato, passando da 12 760 ettari (31 500 acri) nel 1988 a 9 533 ettari (23 560 acri) nel 2003, per poi arrivare a 8 975 ettari (22 180 acri) nel 2006. Si tratta principalmente di siti minori nei quali in precedenza è stata piantata una varietà "di bassa qualità" e che sono stati abbandonati durante questo periodo negativo; durante il periodo di 20 anni che va dal 1988 al 2008, le coltivazioni di Müller-Thurgau sono diminuite del 55% e quelle di Elbling del 49%. Ciò nonostante, nel 2007 e nel 2008, la tendenza negativa delle piantagioni totali è stata interrotta e la superficie dei vigneti della Mosella ha visto un piccolo aumento di 59 ettari (150 acri) in due anni.
Il progetto del Ponte della Mosella prevede l'attraversamento di alcuni dei vigneti più famosi ma critici enologici ed enologi internazionali suggeriscono di opporsi alla sua costruzione.

## Regione vinicola

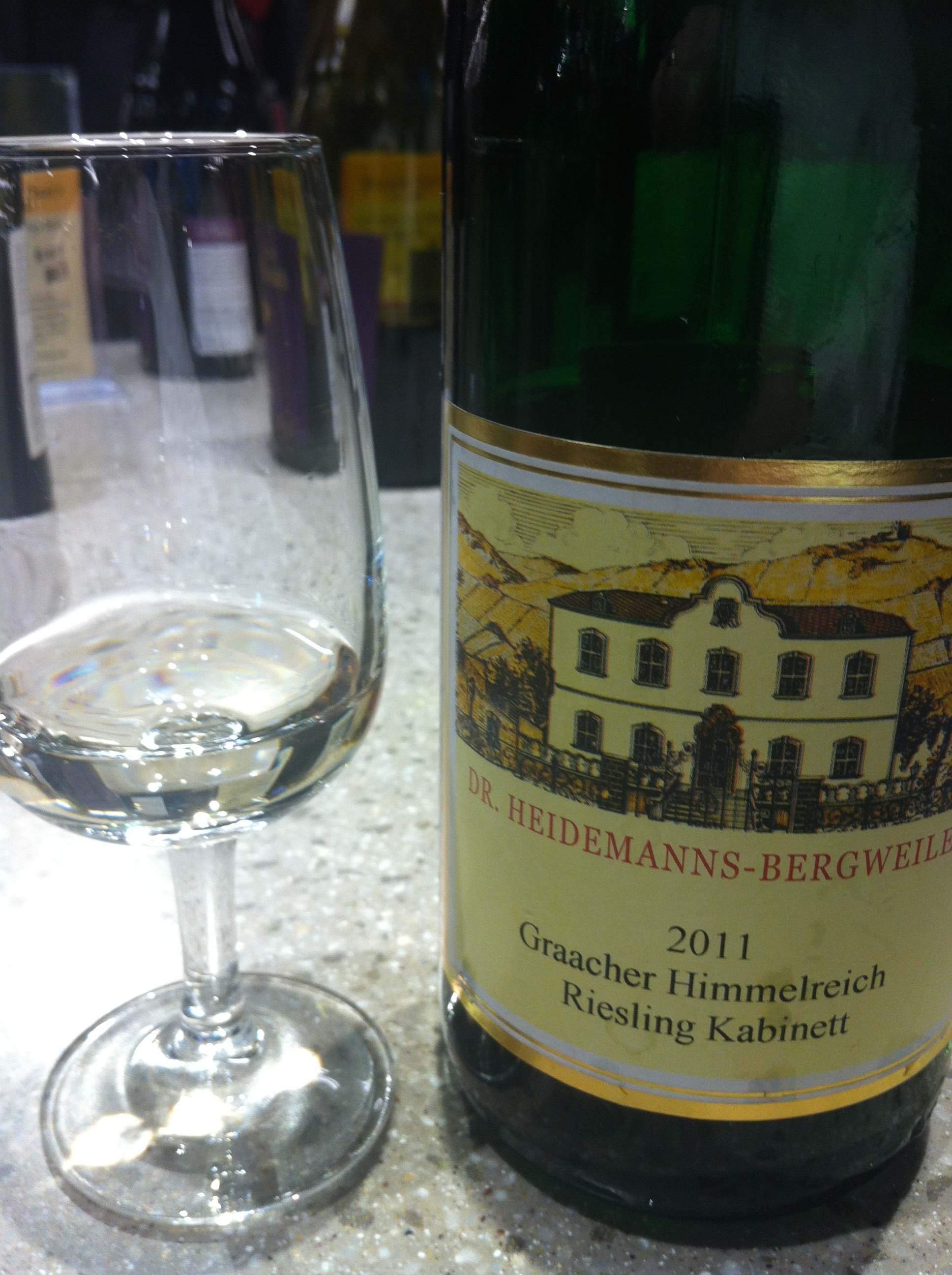
Un Riesling tedesco di livello Kabinett dal villaggio di Graach, situato tra Bernkastel e Wehlen.

All'interno della regione della Mosella, ci sono i seguenti sei distretti (Bereiche) e 19 denominazioni collettive di vigneto (Großlagen), più 524 denominazioni di vigneto singolo (Einzellagen). Quattro dei sei distretti sono situati sul fiume Mosella e uno sui fiumi Saar e Ruwer.

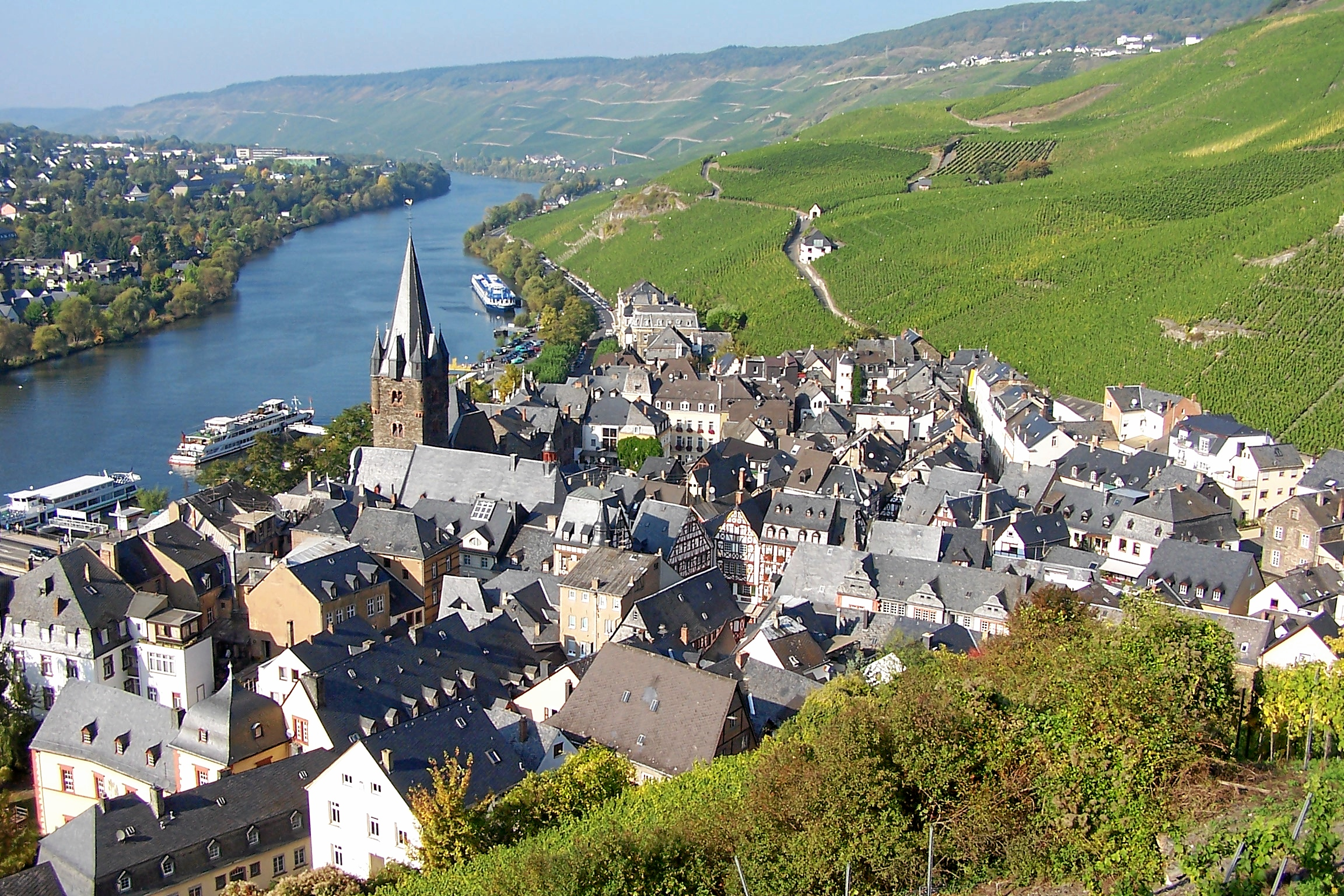
Bernkastel-Kues

- Distretto Burg Cochem, più comunemente conosciuto come Untermosel o Terrassenmosel

Il distretto di Cochem comprende alcuni dei vigneti più ripidi della Mosella, piantati su un terreno composto da ardesia blu devoniana, ardesia rossa e quarzite. Molti dei vigneti della Mosella inferiore sono terrazzati, il che ha portato molti produttori ad adottare il nome Terrassenmosel, che suona meglio di Untermosel in tedesco. Questo distretto produce una maggiore quantità di vini secchi rispetto al resto della regione. Un noto vigneto di questa zona è il Juffermauer situato vicino a Treis-Karden, il cui nome significa "Muro delle Vergini" nel dialetto/lingua francone.
- Distretto Bernkastel, più comunemente noto come Mittelmosel

Questo è il distretto centrale della regione. Uno dei vigneti più importanti di questa zona è noto come Doctorberg, e i suoi vini come Bernkasteler Doctor. La storia apocrifa che racconta l'origine del nome del vigneto risale al tardo Medioevo quando un arcivescovo affetto da una malattia terminale fu miracolosamente guarito bevendo il vino ottenuto dalle uve di questo vigneto.
Altri vigneti degni di nota del Mittelmosel includono i vigneti della meridiana (in tedesco: Sonnenuhr); Brauneberg Juffer-Sonnenuhr, Wehlener Sonnenuhr, Zeltinger Sonnenuhr. Nel XIX secolo furono costruite grandi meridiane in modo che gli operai di questi vigneti sapessero a che ora fare una pausa per il pranzo o la fine della giornata lavorativa. Dal momento che questi vigneti sono per la maggior parte esposti al sole, molti dei vini prodotti da questi vigneti sono più ricchi e più corposi di quanto lo siano altri vini prodotti da altri vigneti. In modo simile a molti dei vigneti Grand Cru della Borgogna, i vigneti Sonnenuhr sono altamente divisi con più proprietari di singoli appezzamenti o filari di viti. Solo il vigneto Wehlener Sonnenuhr conta più di 200 proprietari.

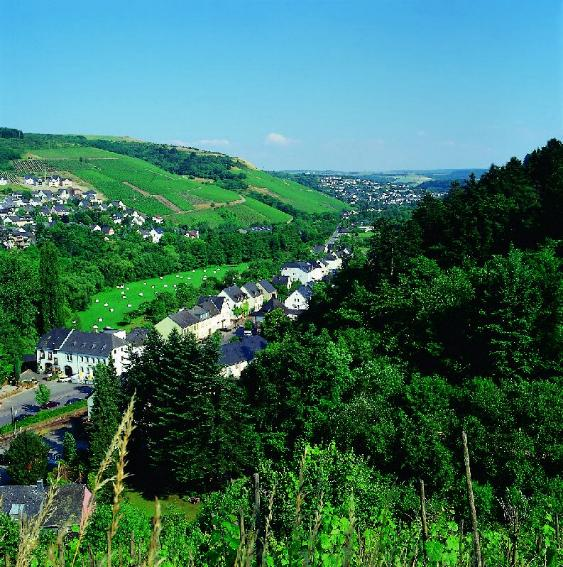
Valle della Ruwer

- Distretto Ruwertal, più comunemente noto come Ruwer (il suo nome formale è dovuto al fatto che Ruwer è anche un sobborgo di Treviri. Il Ruwer è un estuario che sfocia nella Mosella; "Tal" in tedesco significa "valle").

Situata a sud-est di Treviri, questa regione comprende i vigneti intorno a Waldrach e Kasel. La regione ospita molti vigneti monopolizzati. A Mertesdorf c'è un acquedotto romano sotterraneo che collega il vigneto Grünhaus con la città di Treviri. La qualità del vino Ruwer dipende in particolar modo dalla qualità dell'annata: le annate fresche presentano vini fortemente acidi che svaniscono rapidamente, mentre le annate più calde producono alcuni dei più delicati e profumati vini tedeschi.
- Distretto Saar

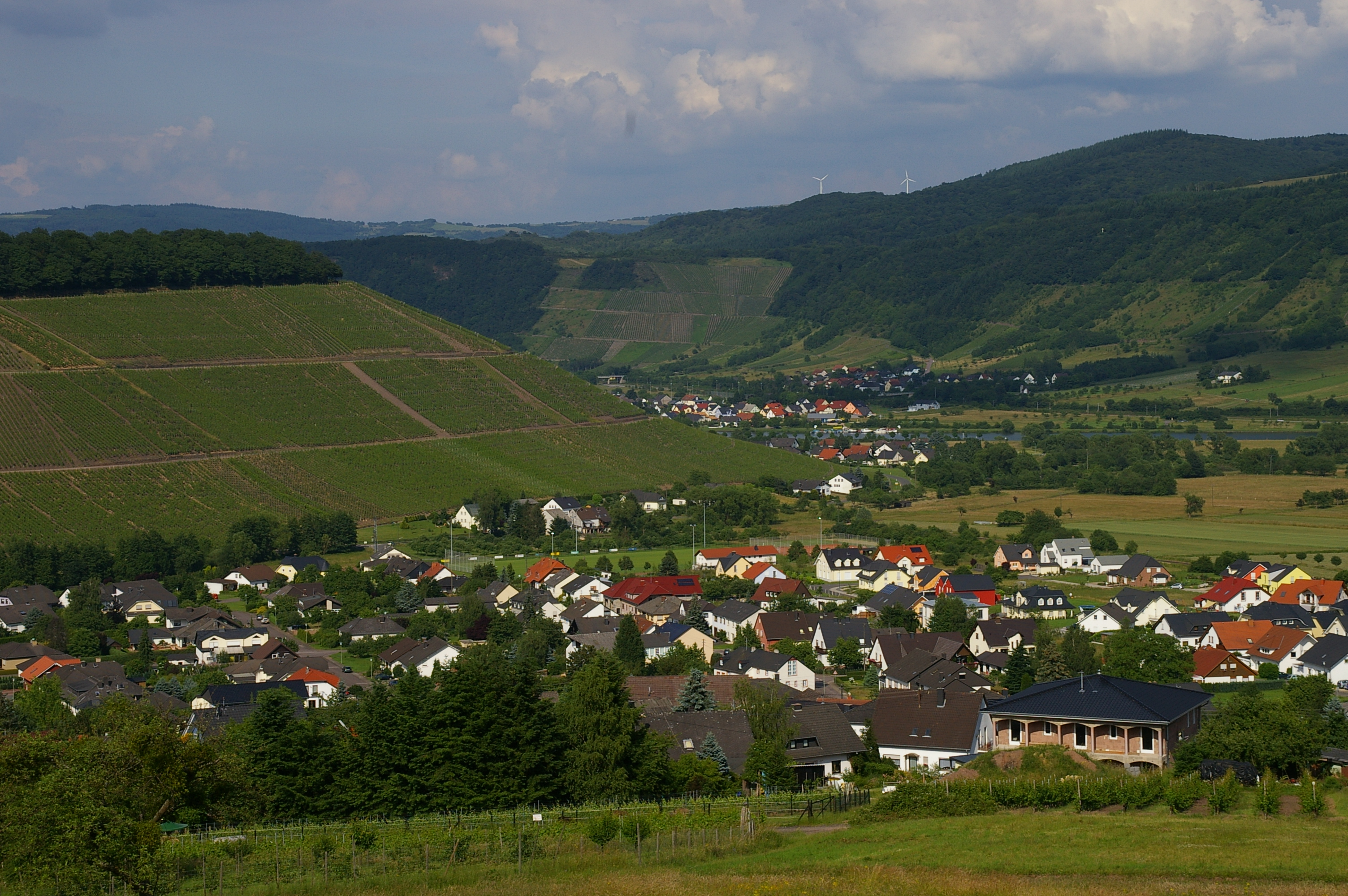
Il famoso Ayler Kupp, fiume Saar

Come per la regione Ruwer, il vino del distretto della Saar (lungo il corso inferiore del fiume Saar, in Renania-Palatinato) dipende in particolare dalla qualità totale dell'annata, generalmente una valida produzione di vini si verifica solo 4 anni su 10. I vini di queste annate calde si contraddistinguono per la loro freschezza simile alla mela e le note minerali forti. Le annate più favorevoli consentono la vendemmia tra la fine di ottobre e la metà di novembre quando l'uva può sviluppare abbastanza zucchero per produrre note floreali e dolci.
- Distretto Obermosel

Questo distretto vinicolo è disposto su una sottile striscia di terra lungo il confine con il Lussemburgo. La regione si estende da appena a nord di Igel e prosegue a sud fino al villaggio di Palzem dove incontra il distretto di Moseltor. Elbling, Müller-Thurgau e Auxerrois Blanc sono alcune delle coltivazioni più grandi della regione. Obermosel e Moseltor contengono pochissimi vigneti famosi rispetto agli altri distretti della regione.
- Distretto Moseltor

L'area Moseltor è l'area più a sud della Mosella e si trova insieme all'Obermosel lungo il confine con il Lussemburgo. L'uva Elbling è la più diffusa nelle piantagioni di questo distretto, la quale produce un vino fine, rustico con elevata acidità. In questa zona è sempre più comune la produzione di spumanti. Il motivo per cui il piccolo Moseltor con i suoi circa 110 ettari (270 acri) di vigneti è una zona separata è che, a differenza dell'altro 99% della superficie di vigneti di Mosel, si trova nello stato della Saarland, e quindi è supervisionato dal governo di questo Stato. Tutto Moseltor si trova entro i confini di Perl.

## Vini

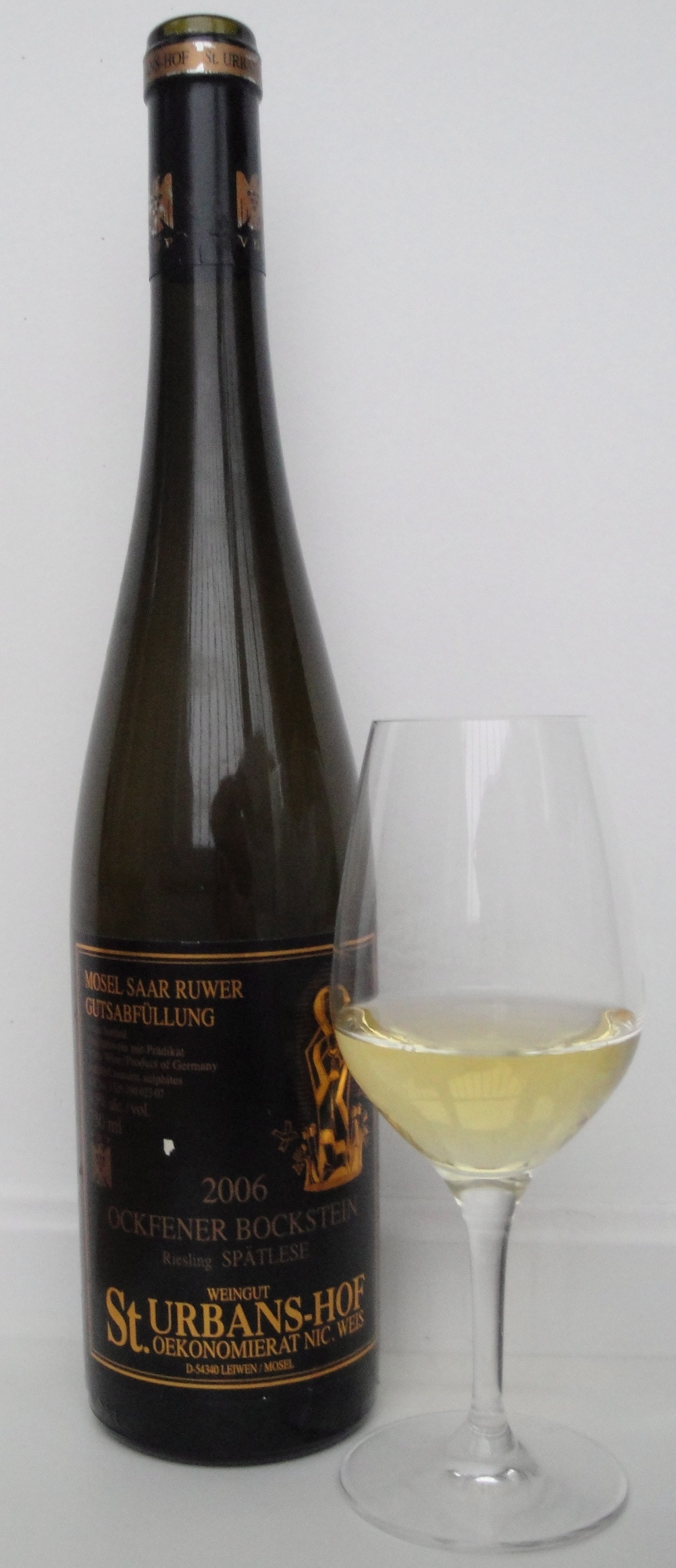
Un Mosel Spätlese

I vini della Mosella Superiore, in particolare lungo gli affluenti del Saar e del Ruwer, sono caratterizzati da una bassa gradazione alcolica che oscilla tra il 6% e il 9%, con intense note fruttate ed alta acidità. Un poeta anonimo locale una volta li descrisse come "Sonnenfeuer, Sternengold, Kühlen Mondlichtschein": il fuoco del sole, l'oro delle stelle ed il fresco chiaro di luna. I vini della Mosella centrale sono considerati quelli che meglio rappresentano i vini tedeschi, con alcuni dei migliori esemplari in grado di invecchiare con grazia per 50-100 anni. La Riesling della Mosella con una forte presenza di acido tartarico bilanciano lo zucchero dell'uva e ciò contribuisce a conferire le sue note fruttate. Una caratteristica comune a tutti i vini della Mosella è la loro acidità elevata e la trasparenza di sapori chiaramente definiti. I vini della Mosella sono tradizionalmente confezionati in una lunga bottiglia "stile garretto" di colore verde. Storicamente il colore verde distingueva i vini della Mosella dalle bottiglie della Rheinhessen di colore marrone.
Le piantagioni di Müller-Thurgau rappresentano più del 20% della produzione di vino della Mosella e sono tipicamente utilizzate per un normale vino da bevuta o vino dolce. L'uva Elbing rappresenta poco più del 9% della produzione della zona ed è spesso utilizzata come alternativa economica della Riesling nella produzione di spumante Sekt. La Mosella è anche nota per la sua produzione di Eiswein, con l'elevata acidità caratteristica della zona sommata alla dolcezza prodotta dalla concentrazione degli zuccheri nell'uva congelata.

## Varietà d'uva
Le varietà d'uva più coltivate, per area nel 2008, sono state:
| - Riesling, 5.390 ha (59,7%) - Müller-Thurgau, 1.263 ha (14,0%) - Elbling, 567 ha (6,3%) - Kerner, 377 ha (4,2%) - Spätburgunder, 359 ha (4,0%) - Dornfelder, 333 ha (3,7%) - Weißer Burgunder, 248 ha (2,7%) | - Bacco, 84 ha (0,9%) - Grauer Burgunder, 83 ha (0,9%) - Regent, 61 ha (0,7%) - Chardonnay, 35 ha (0,4%) - Auxerrois, 28 ha (0,3%) - Reichensteiner, 26 ha (0,3%) - Ortega, 20 ha (0,2%) |

## Associazioni

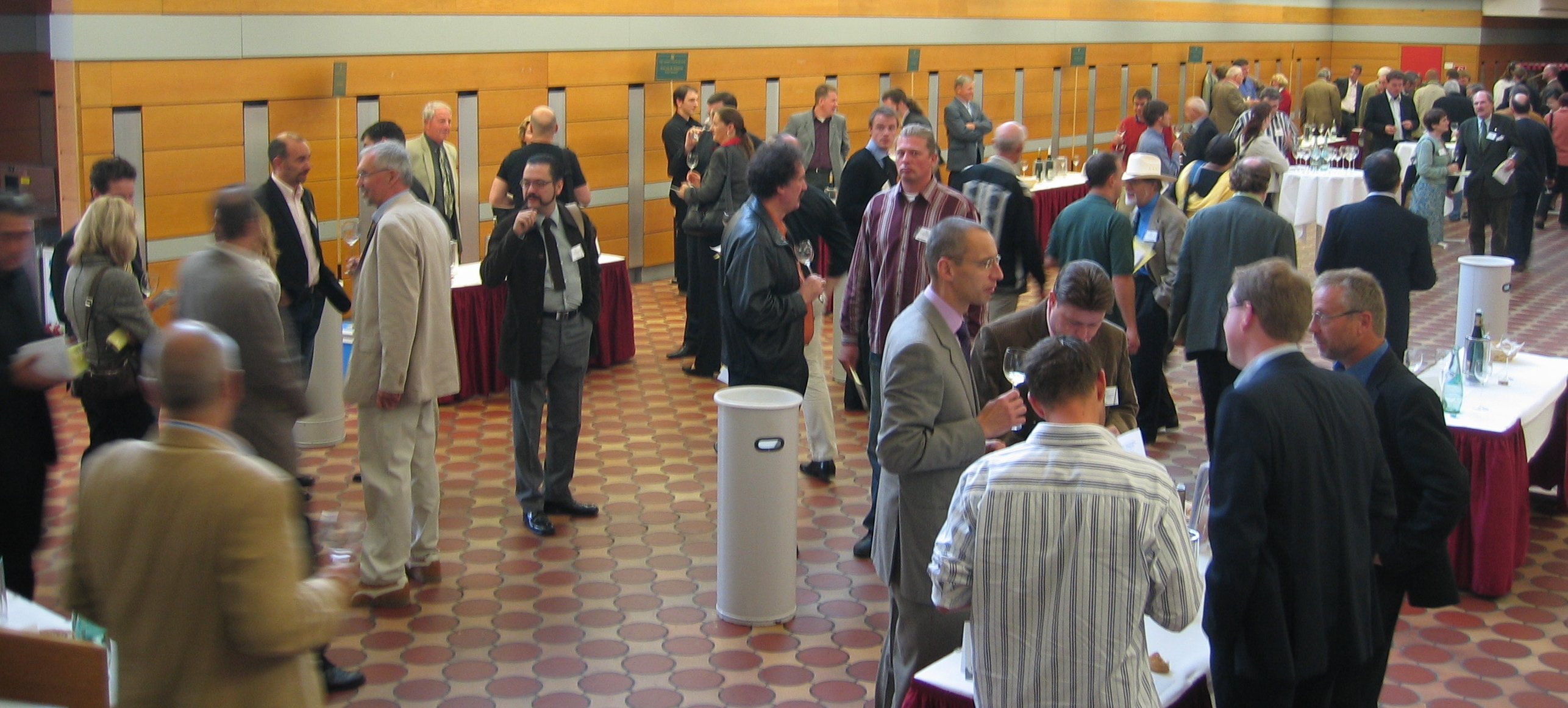
Trier VDP Großer Ring asta pre-degustazione nel 2007.

Ci sono due importanti associazioni di viticoltori nella regione della Mosella, il Großer Ring, che è una sezione regionale del VDP (organizzazione dei migliori produttori di vino in Germania), e il Bernkasteler Ring. Entrambe organizzano aste annuali dei migliori vini. I produttori possono presentare i loro vini al VDP per i test di degustazione al fine di qualificarli come vini di riserva meglio conosciuti come Erste Lage (che significa primo sito). Questi vini sono soggetti a diverse normative; ad esempio la raccolta deve essere manuale e la resa non deve superare le 220 casse per ettaro (50 hl / ha).